# رهر
رهر (به آلمانی: Reher) یک شهر در آلمان است که در اشتاینبورگ واقع شده‌است. رهر ۷۷۴ نفر جمعیت دارد.